# پیشگامی شهروندان
پیشگامی شهروندان یا پیشگامی مردمی روشی برای بررسی رسمی پیشنهاد شهروندان در مجاری قانون‌گذاری است. در این روش که نوعی از دموکراسی مستقیم محسوب می‌شود، طوماری با درخواست توسط یک شهروند یا یک سازمان ایجاد می‌شود و در صورتی که حد نصابی از امضاهای قابل قبول برای طومار جمع شود، قوه مقننه ملزم به بررسی رسمی این پیشنهاد است.
در پیشگامی مستقیم برای پیشنهاد مطرح‌شده مستقیماً همه‌پرسی یا رفراندوم برگزار می‌شود.
در نوع دیگر آن که پیشگامی غیرمستقیم نام دارد، طرح پیشنهادی ابتدا به مجاری قانونی ارجاع داده می‌شود و در صورت عدم تصویب، ممکن است دولت ملزم به برگزاری رفراندوم شود. این پیشنهاد ممکن است در سطح فدرال، حقوق نوشته، قانون اساسی، اصلاحیه قانون اساسی، اصلاح منشور یا مقررات محلی باشد و قوه مجریه یا مقننه را موظف کند که بررسی آن را در دستور کار خود قرار دهند.